# Parchicola iris
Parchicola iris är en skalbaggsart som först beskrevs av Olivier 1808.  Parchicola iris ingår i släktet Parchicola och familjen bladbaggar. Inga underarter finns listade i Catalogue of Life.